# Montanaso Lombardo
Montanaso Lombardo ist eine italienische Gemeinde mit 2236 Einwohnern (Stand 31. Dezember 2023) in der Provinz Lodi in der Region Lombardei.

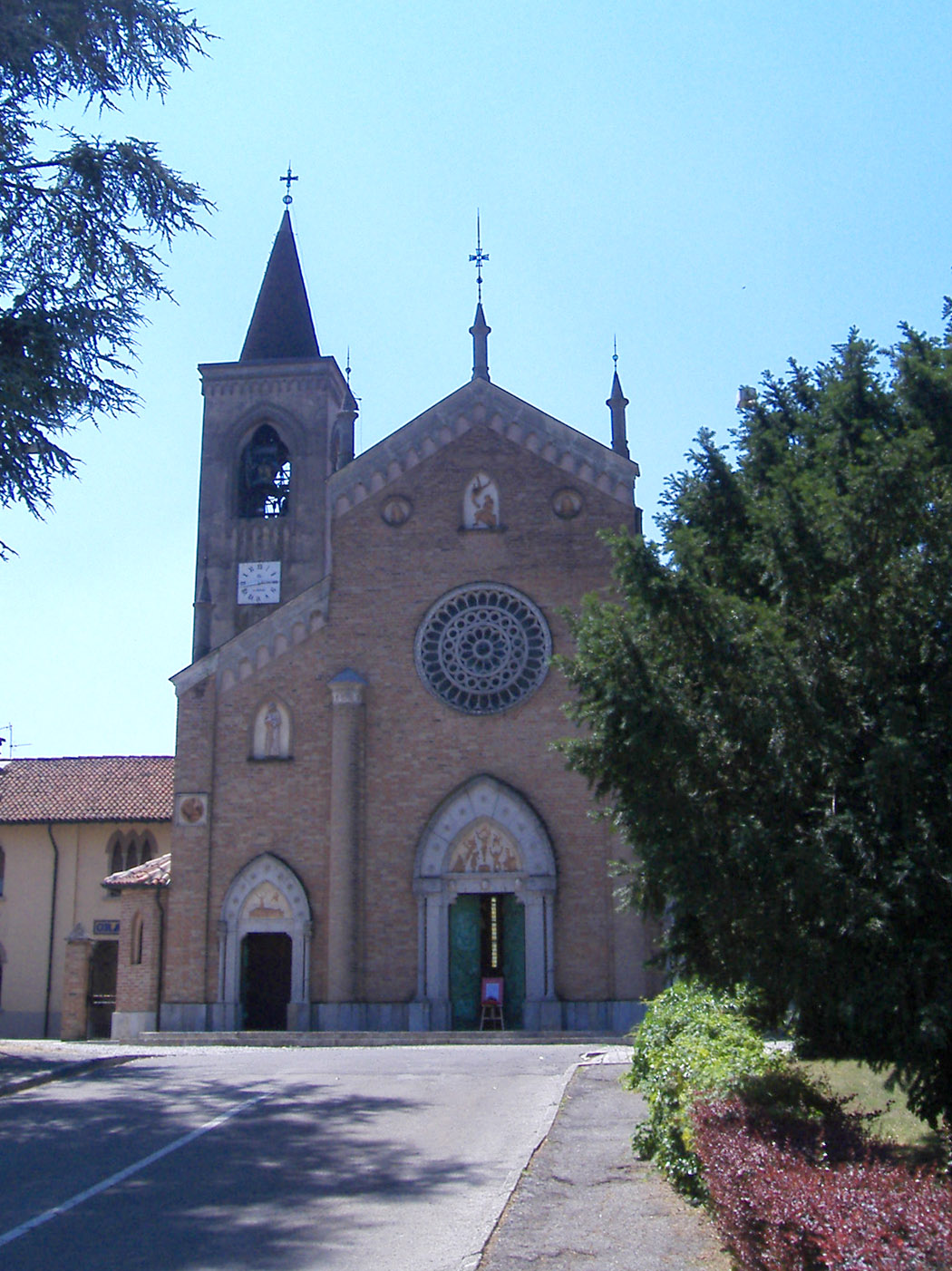
Die Pfarrkirche

## Ortsteile
Im Gemeindegebiet liegen neben dem Hauptort die Fraktionen Arcagna und San Grato, sowie die Wohnplätze Belgiardino und Pantanasco.